# Ліза Бреннауер
Ліза Бреннауер (нім. Lisa Brennauer; нар. 8 червня 1988) — німецька велогонщиця, олімпійська чемпіонка 2020 року.

## Виступи на Олімпіадах
| Олімпіада           | Дисципліна                    | Місце |
| ------------------- | ----------------------------- | ----- |
| Лондон 2012         | командна гонка переслідування | 8     |
| Ріо-де-Жанейро 2016 | групова шосейна гонка         | 19    |
| Ріо-де-Жанейро 2016 | роздільна шосейна гонка       | 8     |
| Токіо 2020          | командна гонка переслідування | 1     |